# Кюнг, Ханс
Ханс Кюнг (нем. Hans Küng; 19 марта 1928, Зурзе — 6 апреля 2021, Тюбинген) — швейцарский теолог, католический священник и писатель. С 1995 года — президент фонда «За глобальную этику» (нем. Stiftung Weltethos).
Считается главным идеологом модернизации католицизма, за что не раз подвергался резкой критике со стороны ватиканской Конгрегации доктрины Веры, которая в 1979 году добилась для Кюнга запрета преподавать в университете.

## Биография
Изучал теологию в Папском Григорианском университете в Риме. Продолжил своё образование в различных университетах Европы, в том числе в Сорбонне.
В 1954 году стал священником Римско-католической церкви. В 1957 году защитил докторскую диссертацию по теологии в Парижском Католическом институте.
В 1960 году назначен профессором богословия в Университета Эберхарда Карлса в Тюбингене, Германия. Как и его коллега Йозеф Ратцингер (позже Папа Бенедикт XVI), в 1962 году он был назначен Папой Иоанном XXIII перитусом (теологическим консультантом), служил в качестве эксперта-богослова, советника для членов Второго Ватиканского Собора, до его завершения в 1965 году. По предложению Гуна католический факультет в Тюбингене назначил Ратцингера профессором догматического богословия.
В 1963 году во время поездки по США дал лекцию «Церковь и свобода»; получил степень почётного доктора Университета Сент-Луиса. Он принял приглашение посетить Джона Кеннеди в Белом доме.
Докторская диссертация Кюнга «Justification. La doctrine de Karl Barth et une réflexion catholique» (Оправдание. Учение Карла Барта и католический анализ) была опубликована на английском языке в 1964 году под названием «Justification: The Doctrine of Karl Barth». В ней Кюнг демонтирует ряд вопросов, сопоставляет бартианскую и католическую теологии оправдания и заключает, что разногласия между ними не были принципиальными и не требуют разделения в Церкви. В книгу вошли письма от Карла Барта, подтверждающего, что он согласен с представлением Кюнга о его теологии. В этой книге Кюнг утверждал, что Барт, как Мартин Лютер, переусердствовал против католической церкви, которая, несмотря на её недостатки, была и остаётся Телом Христа.
В конце 1960-х годов он стал первым со времён старокатолического раскола крупным римско-католическим богословом, который стал публично отвергать учение о папской непогрешимости, в частности, в своей книге «Непогрешим? Нужны разъяснения» (нем. Unfehlbar? Eine Anfrage, 1970).
В 1974 году Кюнг опубликовал свой знаменитый труд «Быть христианином» (нем. Christ sein).
18 декабря 1979 года он был лишён missio canonica (разрешения на выполнение образовательных функций от имени церкви), оставшись штатным профессором экуменической теологии в Тюбингенском университете до выхода на пенсию в 1996 году.
В течение трёх месяцев в 1981 году был приглашённым профессором в Чикагском университете. Во время этого визита в Америку он был приглашен только в один католический институт, Университет Нотр-Дам. Он появился на шоу Фила Донахью.
В октябре 1986 года он участвовал в Третьей буддийско-христианской богословской встрече, состоявшейся в Университете Пердью.
Доктор Кюнг не раз резко критиковал Иоанна Павла II, а также префекта Конгрегации доктрины Веры кардинала Йозефа Ратцингера за консерватизм.
В марте 1991 года он выступил в Price Center Калифорнийского университета в Сан-Диего с докладом на тему «Нет мира между народами до достижения мира между религиями». Он посетил соседнюю синагогу Бет Эль и говорил там на тему современных немецко-еврейских отношений.
В начале 1990-х годов Кюнг инициировал проект под названием Weltethos («Глобальная этика»), которая представляет собой попытку описания того, что мировые религии имеют общего (в противовес тому, что их разделяет) и составления минимального свода правил поведения, которые все они могут принять. Его видение глобальной этики воплощался в документе, для которого он написал первоначальный проект «На пути к Глобальной Этике: начальная декларация».
В 1998 году он опубликовал книгу «Умирая с достоинством», написанную в соавторстве с Уолтером Дженсом, в которой отстаивал приемлемость идеи эвтаназии с христианской точки зрения.
В 2003 году Кюнг увидел в беатификации папы Пия IX доказательство перерождения беатификаций и канонизаций в «жесты церковной политики».
В 2005 году Кюнг опубликовал в Италии и Германии критическую статью «Неудачи Папы Войтылы», в которой он утверждал, что мир ожидал периода преобразования, реформ и диалога, но вместо этого Иоанн Павел II предложил восстановление статус-кво, имевшего место до II Ватиканского собора, тем самым, по мнению Кюнга, блокируя реформы и межцерковный диалог и подтвердив идею абсолютного господства Рима.
26 сентября 2005 года имел дружескую беседу о католическом богословии за обедом с Папой Бенедиктом XVI, удивив некоторых наблюдателей.
В 2009 году в интервью «Le Monde» Кюнг глубоко раскритиковал снятие отлучения с епископов Братства святого Пия X.

## Признание
- Лауреат японской премии мира имени Нивано[англ.] (2005)
- Международная премия Льва Копелева За мир и права человека (2006)[9].

## Книги, опубликованные в русском переводе
- Великие христианские мыслители / Пер. с нем., сост., вст. ст. и именной указатель О. Ю. Бойцовой. — СПб.: Алетейя, 2000. — 442 с. — ISBN 5-89329-229-4.
- Богословие и музыка. Три речи о Моцарте. (в соавторстве с Г. У. фон Бальтазаром, К. Бартом). — М.: Библейско-богословский институт св. апостола Андрея, 2006. — 166 с. — ISBN 5-89647-155-6.
- Начало всех вещей: Естествознание и религия. — М.: Библейско-богословский институт св. апостола Андрея, 2007. — 272 с. — ISBN 5-89647-159-9.
- Христианский вызов. — М.: ББИ, 2012 (Современное богословие). — ISBN 978-5-89647-265-0.
- Церковь. — М.: Библейско-богословский институт св. апостола Андрея, 2012. — 677 с. — ISBN 978-5-89647-266-7.
- Фрейд и будущее религии. — М.: Издательство ББИ, 2013. — 148 с. — ISBN 978-5-89647-294-0.
- Во что я верю. — М.: Библейско-богословский институт св. апостола Андрея, 2013. — 288 с. — ISBN 978-5-89647-267-4.
- Вечная жизнь? — М.: Библейско-богословский институт св. апостола Андрея, 2014. — 376 с. — ISBN 978-5-89647-311-4.